# Said Mustafov
Said Mustafov Čifudov (Šerifov) (1933–1990) byl bulharský zápasník–volnostylař turecké národnosti, bronzový olympijský medailista z roku 1964.

## Sportovní kariéra
Je rodákem z obce Konop v Targovišťské oblasti. Zápasení v národním stylu (zápasení na louce v kalhotách) se věnoval od útlého dětství. Do bulharské reprezentace v olympijském zápasu ve volném stylu se dostal počátkem šedesátých let dvacátého století.
V roce 1964 startoval na olympijských hrách v Tokiu ve váze do 97 kg. V úvodním kole remizoval zápas s Turkem Ahmetem Ayıkem. V pátém kole vyřadil taktickou remízou favorizovaného Íránce Golamrezu Tachtího a postoupil do tříčlenného finále s Turkem Ayikem a minským Alexandrem Medveďem ze Sovětského svazu. V přímém souboji o zlatou olympijskou medaili prohrál se Sovětem Medveděm na lopatky. Získal bronzovou olympijskou medaili, protože Turek Ayık s Medveděm remizoval.
V roce 1968 startoval na olympijských hrách v Mexiku. Hned v úvodním kole prohrál na technické body s Turkem Ahmetem Ayıkem a v pátém kole ho taktickou remízou z olympijského turnaje vyřadil dosažením 6 negativních klasifikačních bodů Gruzínec Šota Lomidze ze Sovětského svazu. Obsadil konečné 4. místo.
Po skončení sportovní kariéry žil v rodné Antonovské obštině. Zemřel v roce 1990. V obci Treskavec se na jeho počest pořádá zápasnický turnaj v národním stylu.

## Výsledky
| Turnaj             | 1962 | 1963 | 1964 | 1965 | 1966 | 1967 | 1968 |
| Turnaj             | 29   | 30   | 31   | 32   | 33   | 34   | 35   |
| Turnaj             | −97  | −97  | −97  | −97  | −97  | −97  | −97  |
| ------------------ | ---- | ---- | ---- | ---- | ---- | ---- | ---- |
| Olympijské hry     |      |      | 3.   |      |      |      | 4.   |
| Mistrovství světa  | úč.  | —    |      | 3.   | 3.   | 3.   |      |
| Mistrovství Evropy |      |      |      | —    | —    | —    | —    |